# Masked Wolf
Гарри Майкл, более известен как Masked Wolf — австралийский рэпер и певец. Он обрёл популярность благодаря синглу «Astronaut in the Ocean».

## Ранняя жизнь
В интервью в 2019 году Masked Wolf сказал: «Я всегда интересовался музыкой, моей отдушиной была игра на таких инструментах, как пианино, гитара и барабаны. И я большой поклонник американского хип-хопа». Он начал писать музыку в 13 лет.

## Карьера
Masked Wolf подписал контракт с лейблом Teamwrk Records и выпустил свой дебютный сингл «Speed Racer» в декабре 2018 года.
В январе 2021 года Masked Wolf подписали контракт с американским лейблом Elektra Records, принадлежащий Warner Music Group, в рамках сделки по выпуску нескольких альбомов. Elektra будет выпускать музыку Masked Wolf во всех регионах, кроме Австралии и Новой Зеландии, где его по-прежнему будет представлять Teamwrk Records. Masked Wolf сказал: «Я так счастлив быть частью семьи Elektra, я действительно рад, что теперь у всего мира есть возможность услышать мою музыку… Они не только развивают исполнителей, но и сами заботятся о каждой песне, и поэтому я захотел присоединиться к ним».

## Дискография

### Альбом
| Название     | Детали |
| ------------ | --- |
| Astronomical | - Релиз: 10 сентября 2021 - Лейбл: Teamwrk, ADA , Warner - Форматы: цифровая загрузка, потоковая передача |

### Синглы

#### Как главный исполнитель
| Название                                    | Год  | Высшая позиция в чарте | Высшая позиция в чарте | Высшая позиция в чарте | Высшая позиция в чарте | Высшая позиция в чарте | Высшая позиция в чарте | Высшая позиция в чарте | Высшая позиция в чарте | Высшая позиция в чарте | Высшая позиция в чарте | Сертификация                          |
| Название                                    | Год  | AUS                    | AUT                    | CAN                    | FIN                    | GER                    | IRE                    | NOR                    | SWE                    | UK                     | US                     | Сертификация                          |
| ------------------------------------------- | ---- | ---------------------- | ---------------------- | ---------------------- | ---------------------- | ---------------------- | ---------------------- | ---------------------- | ---------------------- | ---------------------- | ---------------------- | ------------------------------------- |
| «Speed Racer»                               | 2018 | —                      | —                      | —                      | —                      | —                      | —                      | —                      | —                      | —                      | —                      |                                       |
| «Vibin'»                                    | 2019 | —                      | —                      | —                      | —                      | —                      | —                      | —                      | —                      | —                      | —                      |                                       |
| «Numb»                                      | 2019 | —                      | —                      | —                      | —                      | —                      | —                      | —                      | —                      | —                      | —                      |                                       |
| «Astronaut in the Ocean»                    | 2019 | —                      | —                      | —                      | —                      | —                      | —                      | —                      | —                      | —                      | —                      |                                       |
| «Evil on the Inside» (совместно с iiiConic) | 2019 | —                      | —                      | —                      | —                      | —                      | —                      | —                      | —                      | —                      | —                      |                                       |
| «Switch»                                    | 2020 | —                      | —                      | —                      | —                      | —                      | —                      | —                      | —                      | —                      | —                      |                                       |
| «Night Rider»                               | 2020 | —                      | —                      | —                      | —                      | —                      | —                      | —                      | —                      | —                      | —                      |                                       |
| «Star» (совместно с Yung Gwopp)             | 2020 | —                      | —                      | —                      | —                      | —                      | —                      | —                      | —                      | —                      | —                      |                                       |
| «Water Walkin'»                             | 2020 | —                      | —                      | —                      | —                      | —                      | —                      | —                      | —                      | —                      | —                      |                                       |
| «Astronaut in the Ocean» (перевыпуск)       | 2021 | 47                     | 22                     | 30                     | 6                      | 8                      | 78                     | 25                     | 53                     | 30                     | 68                     | - ARIA: 2x Платиновый - RMNZ: Золотой |
| «Gravity Glidin»                            | 2021 | —                      | —                      | —                      | —                      | —                      | —                      | —                      | —                      | —                      | —                      |                                       |
| «Say So»                                    | 2021 | —                      | —                      | —                      | —                      | —                      | —                      | —                      | —                      | —                      | —                      |                                       |
| «Bop»                                       | 2021 | —                      | —                      | —                      | —                      | —                      | —                      | —                      | —                      | —                      | —                      |                                       |

#### Как гостевой исполнитель
| Название                                                       | Год  |
| -------------------------------------------------------------- | ---- |
| «The Den» (Джоэл Флетчер и Restricted при участии Masked Wolf) | 2020 |